# 窪田七海
窪田 七海（くぼた ななみ、2004年7月23日 - ）は、日本の歌手、アイドル。女性アイドルグループOCHA NORMAのメンバー。
千葉県出身。アップフロントプロモーション所属。ハロプロ研修生加入前は、市川 奈々名義でアイドルグループおにごっ娘、ねがいごと。のメンバーとして活動していた。

## 略歴
2017年
- 「ハロー!プロジェクト新メンバーオーディション」に応募するも、最終審査で落選。
- 12月10日、橋本桃呼・後藤咲香・為永幸音・出頭杏奈・金光留々・松原ユリヤとともにハロプロ研修生に加入。

2019年
- 7月11日、ハロプロ研修生ユニットのメンバーに選出される。

2020年
- 7月26日、『Hello! Project 研修生発表会2020 〜夏の公開実力診断テスト〜』にて光井愛佳（モーニング娘。）の「私の魅力に 気付かない鈍感な人」を披露し、歌唱賞を受賞。

2021年
- 3月7日、Zepp Tokyoで開催された『Hello! Project 研修生発表会 2021 3月 〜Yell〜』にて、新グループ（後のOCHA NORMA）の結成が発表され、ハロプロ研修生ユニットの米村姫良々・石栗奏美・窪田・斉藤円香の4名がメンバーに選出される。
- 12月12日、OCHA NORMAのメンバーとしてハロー!プロジェクトに加入。

2022年
- 7月13日、シングル『恋のクラウチングスタート/お祭りデビューだぜ!』でOCHA NORMAとしてメジャーデビュー。

2023年
- 11月2日、水産庁の「さかなの日」応援隊に就任。

2025年
- 1月2日、Instagramを開設。

## 人物
- メンバーカラーはピンク。
- 血液型A型。身長156 cm[9]。
- 趣味は漫画を読むこと、お菓子作り。好きな音楽ジャンルはJ-POP（ハロプロ）、K-POP。好きなスポーツはダンス、バドミントン[10]。自宅には約2000冊の漫画がある[11]。初めて買った漫画は『きらりん☆レボリューション』[12]。ダンスは幼稚園の年少から習っていたという[1]。
- 座右の銘は「夢に向かって全力疾走」[10]。
- 「キュルルンッ💓」「キュルルンビーム」を決め台詞として用いる。研修生時代に、有澤一華（Juice=Juice、当時ハロプロ研修生）から「目がキュルキュルしている」と言われたことに着想を得たという[13]。
- 韓国ドラマ好きで、中学生のときに観始めて以来、2023年12月現在、65作品を視聴したという[14][15]。
- ハロプロに興味を持ったきっかけは「有頂天LOVE」のMV。小学5年生の頃、スマイレージ、特に和田彩花に惹かれ、ハロプロを好きな友人からモーニング娘。も勧められ、佐藤優樹を好きになった[9][1]。憧れの先輩としても挙げており[16][17]、人生の1番の目標は佐藤優樹と共演することであるとも述べている[18]。

## 出演

### テレビ番組
- 王様のブランチ「語りたいほどマンガ好き」（2023年7月22日、TBS）
- 週刊まんが未知＋「かぁぁぁサミット」（2023年11月16日・23日、テレビ朝日）
- 週刊まんが未知＋「かぁぁぁコレクション」（2024年3月13日、テレビ朝日）
- アニ×パラ キャラバンin山梨 〜パラバドミントン〜（2024年4月5日、NHK）
- くりぃむナンタラ「昭和・平成・令和のアイドルクイズ大会!間違えたらファン即引退」（2024年4月17日・24日、テレビ朝日）
- 市町村てくてく散歩「#111 〜窪田七海が袖ケ浦市へ〜」（2024年5月3日、千葉テレビ）

### ラジオ番組
- OCHA NORMA 窪田七海の キュルルンッ♡ラジオ（2025年4月6日 - 、HBCラジオ）[19]

### ライブ
- 小片リサ「bon voyage!」（2022年1月11日 - 4月13日、COTTON CLUB、9公演） - Support Dancerとして出演[注 1][20]
- 鈴木啓太 バースデーイベント2024 〜集え!あざと士〜（2024年5月17日、スクエア荏原） - ゲスト

### 舞台
- 舞台「熱帯男子」（2018年2月22日 - 3月3日、全労済ホール/スペースゼロ）
- 演劇女子部『図書館物語〜3つのブックマーク〜』（2021年11月11日 - 21日、池袋シアターグリーン BIG TREE THEATER） - 梶井晶子 役
- 演劇女子部「ミラーガール」（2024年11月8日 - 17日、こくみん共済 coop ホール／スペース・ゼロ） - 秋山侑芽 役

### ミュージック・ビデオ
- 宮本佳林 1stシングル「規格外のロマンス」（2021年12月1日） - バックダンサー

## 所属グループ・ユニット
- OCHA NORMA（2021年 - ）